# Pipián (Cuba)
Pipián es una localidad cubana del municipio de Madruga, perteneciente a la provincia de Mayabeque.

## Historia
Hacia la década de 1860, la aldea tenía contabilizada una población de 110 habitantes. Aparece descrita en el cuarto tomo del Diccionario geográfico, estadístico, histórico, de la isla de Cuba de Jacobo de la Pezuela con las siguientes palabras:

Pipian. (aldea de) En el Part.º de Madruga, con 24 casas y 120 habitantes, en terreno algo quebrado, no muy distante de la falda meridional de la sierra de Madruga, cuyo rio la deja á la derecha en tierras de la hacienda San Felipe Neri, que pertenece á la descendencia de don Cristóbal de Zayas Bazon, uno de los notables pobladores de la Habana en 1700, y en el camino de Madruga á Alacranes. Hasta no hace muchos años ha formado con su distrito un partido que se ha agregado en casi toda su estension al de Madrduga. Su caserío se componía en 1846 de dos casas de mampostería, una de madera y teja, y 19 de guano, con una tienda mista, un café y billar, una barbería, 2 zapaterías, una pulpería, una panadería y una carpintería; 75 habitantes blancos, 17 de color libres y 18 esclavos. El censo de 1841 le daba 127 almas. La fundacion de esta aldea data desde 1792, época en que se erigió capitanía de Part.º de su territorio. En 1794 se construyó la primera iglesia de pobres materiales; dos años despues se trazó el pueblo y siguió en aumento hasta 1824, en cuyo año el fomento de Macuriges atrajo á este punto un gran número de los vecinos de Pipian. Fué cabeza de una administracion de rentas, hasta que en 1828 se trasladó á Madruga. Su iglesia actual, que fué auxiliar de la de Macuriges, se construyó de cantería y madera de acana y tejas, siendo hoy curato de ingreso con el personal y haberes que le corresponden por su clase. Su cementerio con capilla se construyó en 1842. Tiene esta aldea una escuela gratuita de primeras letras para varones, costeada por los fondos municipales. Dista Pipian mas de una legua al S. de Madruga, 5 al E. N. E. de los Güines y 17 al S. E. de la capital, estando al O. de Cabeza y al N. O. de Nueva Paz.
(Pezuela, 1866, p. 235)